# Onthophagus signatus
Onthophagus signatus là một loài bọ cánh cứng trong họ Bọ hung (Scarabaeidae).